# 松﨑謙二
松﨑 謙二（まつざき けんじ、1966年〈昭和41年〉12月20日 - ）は、東京都出身の俳優。姓の「﨑」はいわゆる「たつさき」であるが、JIS X 0208に収録されていない文字であるため、代わりに「崎」を用いて松崎 謙二と表記されることも多い。

## 来歴
東京都立調布北高等学校卒。日本大学農獣医学部獣医学科中退。
1987年4月、仲代達矢主催の俳優養成所無名塾に入塾。『ルパン』で初舞台を踏み、以降、無名塾のほぼすべての公演に出演。舞台を中心に、映画・ドラマ・CM・ナレーションなど、幅広く活動している。ウイリアム・シェイクスピアではタイトルロールを演じるなど、無名塾公演の中心的な存在として活躍した。現在は株式会社Alba所属。
2015年、映画『NORIN TEN』で映画初主演。仲代達矢の青年時代を演じ注目を集める。
演者として活躍する傍ら、演劇科の高校やワークショップなどで指導者として活動中。TYPESの公演に参加するなど、舞台への出演多数。舞台俳優としてのみならず、歌い手としてライブにも出演している。
特技はトライアスロン、三味線、殺陣、声楽など。

## 出演

### 舞台
無名塾公演
- ルパン（1987年）
- 肝っ玉おっ母と子供たち（1988年）
- 墓場なき死者（1988年）
- シラノ・ド・ベルジュラック（1990年）
- 紙風船（1990年）
- 朝に死す（1991年）
- ハロルドとモード（1992年）
- 白瀬中尉の南極探検（1993年）
- リチャード三世（1994年）
- いいわけののりしろ（1996年）
- HOMOセクシャル・HOMOサピエンス（1996年）
- 駆込み訴え（1997年）
- いのちぼうにふろう物語（1997年）
- わが町（1998年）
- どん底（1999年）
- セールスマンの死（2000年）
- ウィンザーの陽気な女房たち（2001年）
- セールスマンの死（2002年）
- 森は生きている（2003年）
- いのちぼうにふろう物語（2004年）
- リア王（2005年）
- 長州異聞（2006年）
- ハムレット（2007年）
- ドン・キホーテ
- ホブスンの婿選び
- マクベス（2009年）
- 友達（2010年）
- 炎の人（2011年）
- ロミオとジュリエット（2014年、能登演劇堂、全国ツアー）
- バリモア（2015年、シアタートラム）
- バリモア（2015年、仲代劇堂）
- 俺たちは天使じゃない（2015年 - 2016年）

外部出演
- 無頼の女房（2007年）

### 映画
- 大誘拐 RAINBOW KIDS（1991年）
- きけ、わだつみの声 Last Friends（1995年） - 谷川上等兵 役
- 新・あつい壁（2007年）
- 座頭市 THE LAST（2010年）
- SP THE MOTION PICTURE 野望篇（2010年）
- 書くことの重さ〜作家 佐藤泰志（2013年） - ナレーション
- 人類資金（2013年） - 笹倉雅実 役
- 神は天に在り、余波全て事も無し
- NORIN TEN（2015年） - 主演
- 仲代達矢・役者を生きる（2015年）
- ああ栄冠は君に輝く（2018年7月6日公開、監督：稲塚秀孝、タキオンジャパン） - 主演・加賀大介 役[4][5][6]
- 憲法を武器として 恵庭事件 知られざる50年目の真実（2018年1月10日公開、監督：稲塚秀孝、タキオンジャパン） - 主演・野崎健美 役[7]

### テレビドラマ
- 友よ、静かに瞑れ（1989年）
- 荒木又右衛門 決戦・鍵屋の辻（1990年）
- 結婚の行方（1991年）
- 忠臣蔵 風の巻・雲の巻（1991年）
- 松本清張作家活動40年記念・球形の荒野（1992年）
- 風車の浜吉捕物綴（1992年）
- しくじり鏡三郎 第18話「わが心の祈り」（1999年）
- 袖振り合うも（2000年）
- 一絃の琴 第17話「跡目」（2000年）
- 終着駅シリーズ 第15作「砂漠の暗礁」（2001年） - 白崎修 役
- 春が来た 第2 - 6話（2002年）
- 新幹線をつくった男たち〜夢よ、もっと速く〜（2004年）
- 天才てれびくん 宇宙からのオッチャンX（2006年）

はぐれ刑事純情派「郵送された香典！恩返しの殺人」
- 相棒シリーズ
  - Season 7 第11話「越境捜査」（2009年） - 丸岡 役
  - Season 8 第18話「右京、風邪をひく」（2010年） - 東海林雅之 役
  - Season 13 第1話「ファントム・アサシン」（2014年） - 小倉健二 役
- 白洲次郎（2009年）
- 交渉人 遠野麻衣子・最後の事件（2010年）
- 倉本聰「學」（2012年）
- 女と男の熱帯 第3・4話（2013年）
- 土曜ドラマ 破裂 第1話 - 第3話（2015年10月10日 - 24日、NHK） - 滝沢啓治 役

### バラエティ
- 未来創造堂

### ラジオ
- 浅知恵ドライブ（河本弘）
- 浮男の宴
- 筆啓上手紙コンクール（1993年 - 2003年）
- ひまわり（2005年 - 2006年） - 飯田修 役
- まだらの紐

### その他
- ライブショー「まっつん日和」（2007年）
- 映画『NORIN TEN』舞台挨拶（2016年10月17日）